# КНДР на летних Олимпийских играх 2016
Корейская Народно-Демократическая Республика на летних Олимпийских играх 2016 года была представлена в девяти видах спорта.

## Медали
| Золото  |              |                                                 |            |
| №       | Спортсмены   | Вид спорта (дисциплина)                         | Дата       |
| 1       | Лим Джон Сим | Тяжёлая атлетика (до 75 кг, женщины)            | 12 августа |
| 2       | Ли Сегван    | Спортивная гимнастика (опорный прыжок, мужчины) | 15 августа |
| Серебро |              |                                                 |            |
| №       | Спортсмены   | Вид спорта (дисциплина)                         | Дата       |
| 1       | Ом Юн Чхоль  | Тяжёлая атлетика (до 56 кг, мужчины)            | 7 августа  |
| 2       | Чхве Хё Сим  | Тяжёлая атлетика (до 63 кг, женщины)            | 9 августа  |
| 3       | Ким Кук Хян  | Тяжёлая атлетика (свыше 75 кг, женщины)         | 14 августа |
| Бронза  |              |                                                 |            |
| №       | Спортсмены   | Вид спорта (дисциплина)                         | Дата       |
| 1       | Ким Сун И    | Настольный теннис (одиночный разряд, женщины)   | 10 августа |
| 2       | Ким Сон Гук  | Стрельба (пистолет, 50 метров, мужчины)         | 10 августа |

## Состав сборной
Борьба
Вольная борьба
1. Ян Гён Иль
2. Ким Хён Гён
3. Чон Мён Сук

Греко-римская борьба
1. Юн Вон Чхоль

 Дзюдо
1. Хон Кук Хён
2. Ким Сол Ми
3. Соль Гён

 Лёгкая атлетика
1. Пак Чхоль
2. Ким Кум Ок
3. Ким Хе Гён
4. Ким Хе Сун

 Настольный теннис
1. Ким Сун И
2. Ли Мён Сун
3. Ри Ми Гён

 Прыжки в воду
1. Ким Гук Хян
2. Ким Ми Рэ
3. Ким Ун Хян

 Спортивная гимнастика
1. Ли Сегван
2. Хон Ын Джон

 Стрельба
1. Ким Сон Гук
2. Ким Чон Су
3. Пак Ён Хый
4. Чо Ён Сук

 Стрельба из лука
1. Ган Ун Джу

 Тяжёлая атлетика
1. Квота 1
2. Квота 2
3. Квота 3
4. Квота 4
5. Чхве Хё Сим
6. Квота 6
7. Квота 7

## Результаты соревнований

### Борьба
В соревнованиях по борьбе, как и на предыдущих трёх Играх, будет разыгрываться 18 комплектов наград. По 6 у мужчин в вольной и греко-римской борьбе и 6 у женщин в вольной борьбе. Турнир пройдёт по олимпийской системе с выбыванием. В утешительный раунд попадают участники, проигравшие в своих поединках будущим финалистам соревнований. Каждый поединок состоит из двух раундов по 3 минуты, победителем становится спортсмен, набравший большее количество технических очков. По окончании схватки, в зависимости от результатов спортсменам начисляются классификационные очки.
Мужчины
Вольная борьба
| Категория | Спортсмены | Первый раунд       | 1/8 финала         | Четвертьфинал      | Полуфинал          | Финал              | Место |
| Категория | Спортсмены | Соперник Результат | Соперник Результат | Соперник Результат | Соперник Результат | Соперник Результат | Место |
| --------- | ---------- | ------------------ | ------------------ | ------------------ | ------------------ | ------------------ | ----- |
| до 57 кг  | Ян Гён Иль |                    |                    |                    |                    |                    |       |

Греко-римская борьба
| Категория | Спортсмены   | Первый раунд       | 1/8 финала         | Четвертьфинал      | Полуфинал          | Финал              | Место |
| Категория | Спортсмены   | Соперник Результат | Соперник Результат | Соперник Результат | Соперник Результат | Соперник Результат | Место |
| --------- | ------------ | ------------------ | ------------------ | ------------------ | ------------------ | ------------------ | ----- |
| до 59 кг  | Юн Вон Чхоль |                    |                    |                    |                    |                    |       |

Женщины
Вольная борьба
| Соревнование | Спортсмены  | Первый раунд       | 1/8 финала         | Четвертьфинал      | Полуфинал          | Финал              | Место |
| Соревнование | Спортсмены  | Соперник Результат | Соперник Результат | Соперник Результат | Соперник Результат | Соперник Результат | Место |
| ------------ | ----------- | ------------------ | ------------------ | ------------------ | ------------------ | ------------------ | ----- |
| до 48 кг     | Ким Хён Гён |                    |                    |                    |                    |                    |       |
| до 53 кг     | Чон Мён Сук |                    |                    |                    |                    |                    |       |

### Водные виды спорта

#### Прыжки в воду
Женщины
| Соревнование                | Спортсмены          | Предварительный раунд | Предварительный раунд | Полуфинал     | Полуфинал     | Финал     | Финал |
| Соревнование                | Спортсмены          | Результат             | Место                 | Результат     | Место         | Результат | Место |
| --------------------------- | ------------------- | --------------------- | --------------------- | ------------- | ------------- | --------- | ----- |
| вышка, 10 метров            | Ким Гукхян          |                       |                       |               |               |           |       |
| вышка, 10 метров            | Ким Ун Хян          |                       |                       |               |               |           |       |
| синхронная вышка, 10 метров | Ким Гукхян Ким Мирэ | не проводится         | не проводится         | не проводится | не проводится | 322,44    | 4     |

### Гимнастика

#### Спортивная гимнастика
В квалификационном раунде проходил отбор, как в финал командного многоборья, так и в финалы личных дисциплин. В финал индивидуального многоборья отбиралось 24 спортсмена с наивысшими результатами, а в финалы отдельных упражнений по 8 спортсменов, причём в финале личных дисциплин страна не могла быть представлена более, чем 2 спортсменами. В командном многоборье в квалификации на каждом снаряде выступали по 4 спортсмена, а в зачёт шли три лучших результата. В финале командных соревнований на каждом снаряде выступало по три спортсмена и все три результата шли в зачёт.
Мужчины
Индивидуальные упражнения
| Соревнование   | Спортсмены | Квалификация | Квалификация | Финал | Финал |
| Соревнование   | Спортсмены | Очки         | Место        | Очки  | Место |
| -------------- | ---------- | ------------ | ------------ | ----- | ----- |
| опорный прыжок | Ли Сегван  | 15,433       | 1 Q          |       |       |

Женщины
Индивидуальные упражнения
| Соревнование       | Спортсмены  | Квалификация | Квалификация | Финал                 | Финал                 |
| Соревнование       | Спортсмены  | Очки         | Место        | Очки                  | Место                 |
| ------------------ | ----------- | ------------ | ------------ | --------------------- | --------------------- |
| опорный прыжок     | Хон Ын Джон | 15,683       | 2 Q          |                       |                       |
| вольные упражнения | Хон Ын Джон | 12,533       | 71           | Завершила выступление | Завершила выступление |

### Дзюдо
Соревнования по дзюдо проводились по системе с выбыванием. В утешительные раунды попадали спортсмены, проигравшие полуфиналистам турнира. Два спортсмена, одержавших победу в утешительном раунде, в поединке за бронзу сражались с дзюдоистами, проигравшими в полуфинале.
Мужчины
| Категория | Спортсмены  | 1/32 финала           | 1/16 финала          | 1/8 финала           | Четвертьфинал        | Полуфинал            | Финал                | Место |
| Категория | Спортсмены  | Соперник Результат    | Соперник Результат   | Соперник Результат   | Соперник Результат   | Соперник Результат   | Соперник Результат   | Место |
| --------- | ----------- | --------------------- | -------------------- | -------------------- | -------------------- | -------------------- | -------------------- | ----- |
| до 73 кг  | Хон Кук Хён | FRAП. Дюпра П 000:100 | завершил выступление | завершил выступление | завершил выступление | завершил выступление | завершил выступление | 33    |

Женщины
| Категория | Спортсмены | 1/16 финала             | 1/8 финала            | Четвертьфинал         | Полуфинал             | Финал                 | Место |
| Категория | Спортсмены | Соперник Результат      | Соперник Результат    | Соперник Результат    | Соперник Результат    | Соперник Результат    | Место |
| --------- | ---------- | ----------------------- | --------------------- | --------------------- | --------------------- | --------------------- | ----- |
| до 48 кг  | Ким Сол Ми | RUSИ. Долгова П 000:010 | завершила выступление | завершила выступление | завершила выступление | завершила выступление | 17    |
| до 78 кг  | Соль Гён   |                         |                       |                       |                       |                       |       |

### Лёгкая атлетика
Мужчины
Шоссейные дисциплины
| Дисциплина | Спортсмен | Время | Место | Отставание |
| ---------- | --------- | ----- | ----- | ---------- |
| марафон    | Пак Чхоль |       |       |            |

Женщины
Шоссейные дисциплины
| Дисциплина | Спортсмен  | Время | Место | Отставание |
| ---------- | ---------- | ----- | ----- | ---------- |
| марафон    | Ким Хе Гён |       |       |            |
| марафон    | Ким Хе Сун |       |       |            |
| марафон    | Ким Кум Ок |       |       |            |

### Настольный теннис
Соревнования по настольному теннису проходили по системе плей-офф. Каждый матч продолжается до тех пор, пока один из теннисистов не выигрывает 4 партии. Сильнейшие 16 спортсменов начинали соревнования с третьего раунда, следующие 16 по рейтингу стартовали со второго раунда.
Женщины
| Соревнование     | Спортсмены                     | Квалификация       | Первый раунд       | Второй раунд           | Третий раунд            | 1/8 финала               | 1/4 финала             | Полуфинал             | Финал                 | Место                 |
| Соревнование     | Спортсмены                     | Соперник Результат | Соперник Результат | Соперник Результат     | Соперник Результат      | Соперник Результат       | Соперник Результат     | Соперник Результат    | Соперник Результат    | Место                 |
| ---------------- | ------------------------------ | ------------------ | ------------------ | ---------------------- | ----------------------- | ------------------------ | ---------------------- | --------------------- | --------------------- | --------------------- |
| одиночный разряд | Ли Мён Сун (21)                | не участвовала     | не участвовала     | HUNП. Ловаш В 4:1      | GERП. Солья (10) В 4:0  | JPNА. Фукухара (6) П 0:4 | завершила выступление  | завершила выступление | завершила выступление | завершила выступление |
| одиночный разряд | Ким Сун И (27)                 | не участвовала     | не участвовала     | POLК. Гжибовская В 4:0 | JPNК. Исикава (4) В 4:3 | TPEЧэнь Сыюй (23) В 4:2  | SINЮй Мэнъюй (9) В 4:2 | CHNДин Нин (1) П 1:4  | JPNAi Fukuhara В 4:1  | 3                     |
| командный разряд | Ким Сун И Ли Мён Сун Ри Ми Гён | не проводится      | не проводится      | не проводится          | не проводится           | Австралия · В 3:0        | Китай · П 0:3          | завершили выступление | завершили выступление | завершили выступление |

### Стрельба
В январе 2013 года Международная федерация спортивной стрельбы приняла новые правила проведения соревнований на 2013—2016 года, которые, в частности, изменили порядок проведения финалов. Во многих дисциплинах спортсмены, прошедшие в финал, теперь начинают решающий раунд без очков, набранных в квалификации, а финал проходит по системе с выбыванием. Также в финалах после каждого раунда стрельбы из дальнейшей борьбы выбывает спортсмен с наименьшим количеством баллов. В скоростном пистолете решающие поединки проходят по системе попал-промах. В стендовой стрельбе добавился полуфинальный раунд, где определяются по два участника финального матча и поединка за третье место.
Мужчины
| Соревнование                       | Спортсмены  | Квалификация | Квалификация | Полуфинал     | Полуфинал     | Финал                | Финал                |
| Соревнование                       | Спортсмены  | Результат    | Место        | Результат     | Место         | Соперник/ Результат  | Место                |
| ---------------------------------- | ----------- | ------------ | ------------ | ------------- | ------------- | -------------------- | -------------------- |
| пневматический пистолет, 10 метров | Ким Сон Гук | 577          | 17           | не проводится | не проводится | завершил выступление | завершил выступление |
| пневматический пистолет, 10 метров | Ким Чон Су  | 575          | 27           | не проводится | не проводится | завершил выступление | завершил выступление |
| пистолет, 50 метров                | Ким Сон Гук | 557          | 5 Q          | не проводится | не проводится | 172,8                | 3                    |
| пистолет, 50 метров                | Ким Чон Су  | 548          | 24           | не проводится | не проводится | завершил выступление | завершил выступление |

Женщины
| Соревнование                       | Спортсмены | Квалификация | Квалификация | Полуфинал            | Полуфинал            | Финал                 | Финал                 |
| Соревнование                       | Спортсмены | Результат    | Место        | Результат            | Место                | Соперник/ Результат   | Место                 |
| ---------------------------------- | ---------- | ------------ | ------------ | -------------------- | -------------------- | --------------------- | --------------------- |
| пневматический пистолет, 10 метров | Чо Ён Сук  | 381          | 12           | не проводится        | не проводится        | завершил выступление  | завершил выступление  |
| пистолет, 25 метров                | Чо Ён Сук  | 582          | 6 Q          | 12                   | 7                    | завершила выступление | завершила выступление |
| трап                               | Пак Ён Хый | 65           | 12           | завершил выступление | завершил выступление | завершил выступление  | завершил выступление  |

### Стрельба из лука
В квалификации соревнований лучники выполняют 12 серий выстрелов по 6 стрел с расстояния 70-ти метров. По итогам предварительного раунда составляется сетка плей-офф, где в 1/32 финала 1-й номер посева встречается с 64-м, 2-й с 63-м и.т.д. В поединках на выбывание спортсмены выполняют по три выстрела. Участник, набравший за эту серию больше очков получает 2 очка. Если же оба лучника набрали одинаковое количество баллов, то они получают по одному очку. Победителем пары становится лучник, первым набравший 6 очков.
Женщины
| Соревнование              | Спортсмены | Квалификация | Квалификация | 1/32 финала              | 1/16 финала                 | 1/8 финала         | Четвертьфинал      | Полуфинал          | Финал              | Место |
| Соревнование              | Спортсмены | Результат    | Место        | Соперник Результат       | Соперник Результат          | Соперник Результат | Соперник Результат | Соперник Результат | Соперник Результат | Место |
| ------------------------- | ---------- | ------------ | ------------ | ------------------------ | --------------------------- | ------------------ | ------------------ | ------------------ | ------------------ | ----- |
| индивидуальное первенство | Ган Ун Джу | 643          | 15           | BRAС. Никитин (50) В 6:0 | SWEК. Бьерендаль (47) В 6:2 |                    |                    |                    |                    |       |

### Тяжёлая атлетика
Каждый НОК самостоятельно выбирает категорию в которой выступит её тяжелоатлет. В рамках соревнований проводятся два упражнения — рывок и толчок. В каждом из упражнений спортсмену даётся 3 попытки. Победитель определяется по сумме двух упражнений. При равенстве результатов победа присуждается спортсмену, с меньшим собственным весом.
Мужчины
| Категория | Спортсмены   | Вес   | Рывок | Рывок | Рывок | Толчок | Толчок | Толчок | Всего | Место |
| Категория | Спортсмены   | Вес   | 1     | 2     | 3     | 1      | 2      | 3      | Всего | Место |
| --------- | ------------ | ----- | ----- | ----- | ----- | ------ | ------ | ------ | ----- | ----- |
| до 56 кг  | Ом Юн Чхоль  | 55,57 | 128   | 132   | 134   | 165    | 169    | 169    | 303   | 2     |
| до 69 кг  | Квон Ён Гван | 68,36 | 137   | 142   | 142   | 168    | 172    | 176    | 313   | 13    |
| до 69 кг  | Ким Мён Хёк  | 68,87 | 157   | 157   | 161   | 188    | 188    | 196    | DNF   | —     |
|           |              |       |       |       |       |        |        |        |       |       |
|           |              |       |       |       |       |        |        |        |       |       |
|           |              |       |       |       |       |        |        |        |       |       |

Женщины
В соревнованиях в категории категории до 63 кг сборную КНДР представляла двукратный бронзовый призёр чемпионатов мира Чхве Хё Сим. После трёх попыток в рывке северокорейская спортсменка шла на 4-м месте, уступая ближайшим соперницам 3 и 6 кг. Сильной стороной Чхве всегда являлся толчок, который на последних двух чемпионатах мира принёс спортсменке две малые серебряные медали. Уже во второй попытке в толчке Чхве поднялась на второе место, а взятые в 3 попытке 143 кг сделали её недосягаемыми для конкуренток в борьбе за серебро. Также этот результат на короткое время стал новым олимпийским рекордом. Победу в турнире одержала китаянка Дэн Вэй, установившая мировые рекорды в толчке и сумме упражнений. От Дэн северокорейская спортсменка отстала сразу на 14 кг, при этом китаянка даже не стала использовать свою заключительную попытку.
| Категория | Спортсмены  | Вес   | Рывок | Рывок | Рывок | Толчок | Толчок | Толчок | Всего | Место |
| Категория | Спортсмены  | Вес   | 1     | 2     | 3     | 1      | 2      | 3      | Всего | Место |
| --------- | ----------- | ----- | ----- | ----- | ----- | ------ | ------ | ------ | ----- | ----- |
| до 63 кг  | Чхве Хё Сим | 62,17 | 105   | 109   | 111   | 135    | 138    | 143    | 248   | 2     |
|           |             |       |       |       |       |        |        |        |       |       |
|           |             |       |       |       |       |        |        |        |       |       |
|           |             |       |       |       |       |        |        |        |       |       |